# Helicasa de ARN A

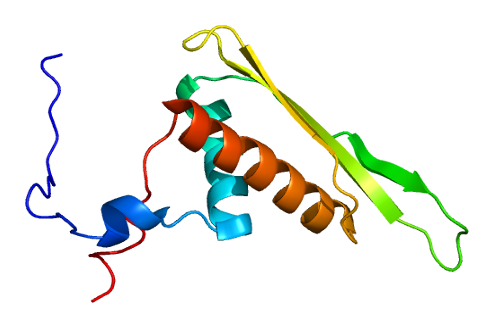
Helicasa A

La helicasa A de ARN, dependiente de ATP  (en inglés RHA; también conocida como DHX9, LKP, y NDHI) es una enzima que en los humanos está codificada por el gen DHX9.

## Función
Las helicasas de caja DEAD/DEAH son proteínas, y son supuestas helicasas de ARN. Están implicadas en un número de procesos celulares que implican la alteración de la estructura de ARN secundaria tales como la iniciación de la traducción, empalmado nuclear y mitocondrial, y ensamblaje del ribosoma y del espliceosoma. Basándose en sus patrones de distribución, se cree que algunos miembros de esta familia de helicasas están implicados en la embriogenesis, espermatogénesis y división y crecimiento celular. Este gen codifica una proteína de caja DEAD con actividad de helicasa de ARN. Podría participar en la separación de híbridos de ADN:ARN, como los que ocurren durante la transcripción. Contiene 2 copias de un dominio que se une a ARNs de cadena doble, un núcleo de dominio DEXH ámbito de núcleo y una caja RGG. Los dominios que se unen a ARN y las cajas RGG influencian y regulan la actividad de la helicasa de ARN. El gen DHX9 está localizado en el brazo largo q del cromosoma 1.

## Interacciones
Se ha demostrado que DHX9 interactúa con:
AKAP8L,
BRCA1,
DDX17 (p72)
DDX5 (p68),
KHDRBS1,
MIZF,
NXF1,
PRMT1,
RELA, y SMN1.